# Stemmops servus
Stemmops servus là một loài nhện trong họ Theridiidae.
Loài này thuộc chi Stemmops. Stemmops servus được Herbert Walter Levi miêu tả năm 1964.